# Landesregierung Figl III
Die Landesregierung Hartmann bildete die Niederösterreichische Landesregierung zu Beginn der VIII. Gesetzgebungsperiode vom 19. November 1964 bis zum Tod von Landeshauptmann Leopold Figl am 9. Mai 1965 bzw. der Angelobung der Landesregierung Hartmann am 16. Juni 1965. Während der kurzen Regierungsperiode der Landesregierung Figl II kam es zu keinen Änderungen in der Zusammensetzung der Regierungsmitglieder.

## Regierungsmitglieder
| Amt                           | Name            | Partei | Ressorts |
| ----------------------------- | --------------- | ------ | -------- |
| Landeshauptmann               | Leopold Figl    | ÖVP    |          |
| Landeshauptmannstellvertreter | Rudolf Hirsch   | ÖVP    |          |
| Landeshauptmannstellvertreter | Otto Tschadek   | SPÖ    |          |
| Landesrat                     | Andreas Maurer  | ÖVP    |          |
| Landesrat                     | Roman Resch     | ÖVP    |          |
| Landesrat                     | Emil Kuntner    | SPÖ    |          |
| Landesrat                     | Emmerich Wenger | SPÖ    |          |